# Lowell Liebermann
Pour les articles homonymes, voir Liebermann.
Lowell Liebermann, né le 22 février 1961 à New York est un compositeur, pianiste et chef d'orchestre américain.

## Biographie
Liebermann se produit à l'âge de 16 ans au Carnegie Hall où il interprète sa Sonate pour piano op. 1. Il est étudiant de la Juilliard School auprès de David Diamond et Vincent Persichetti et y obtient un baccalauréat, une maîtrise et un doctorat. Le compositeur et pianiste anglais Kaikhosru Shapurji Sorabji exprime également son intérêt pour les premiers travaux de Liebermann, après avoir critiqué la sonate du jeune compositeur dans un échange privé. Le concerto pour piano op. 12 de Liebermann est dédié à Sorabji.
Ses œuvres les plus enregistrées sont la Sonate pour flûte et piano (1987), les Gargoyles pour piano (en) (1989) et le Concerto pour flûte et orchestre (1992). Parmi ses autres notables compositions figurent une sonate pour flûte et guitare (1988), quatre sonates pour violoncelle (la dernière en 2008), le second concerto pour piano (1992), l'opéra The Picture of Dorian Gray (1996), une seconde symphonie (en) (2000), un concerto pour trompette (2000), un concerto pour violon (2001), Rhapsody on a Theme of Paganini pour piano et orchestre (2001), l'opéra Miss Lonely hearts (2006) commandé dans le cadre des festivités organisées pour le centième anniversaire de la Juilliard School, et le ballet Frankenstein (2016) d'après le roman de Mary Shelley. Il reçoit aussi commande de la « Dranoff International Two Piano Foundation » pour composer Three Lullabies pour deux pianos.
Sa musique combine des éléments de tonalité et de structure traditionnelles avec des harmonies plus aventureuses. La musique de Liebermann est souvent très polytonale et Liebermann explore différentes possibilités bitonales dans plusieurs de ses pièces. Ses Concerto pour piccolo et orchestre, Concerto pour flûte et orchestre et Concerto pour flûte, harpe et orchestre ont été enregistrés par James Galway. Son concerto pour clarinette est enregistré par Jon Manasse (en). Le concerto est créé à New York le 22 mai 2011 avec Manasse et le Chappaqua Orchestra à la « Horace Greeley High School » de Chappaqua, NY, l'alma mater de Liebermann.
Liebermann vit à New York. Il a été en poste à la faculté de composition musicale au Mannes School of Music où il a également été directeur du « Mannes American Composers Ensemble ».